# Johann von Bókay
Johann von Bókay, född 1858, död 1937, var en ungersk läkare.
Bókay var professor i pediatrik vid universitetet i Budapest 1907-1927 och chef för det stora Stephaniesjukhuset där 1885-1928. Han utgav flera arbeten om barnsjukdomar, bland annat en uppskattad lärobok.